# Erika Lust
Pour les articles homonymes, voir Lust.
Erika Hallqvist, dite Erika Lust, née en 1977 à Stockholm, est une réalisatrice, scénariste, productrice pornographique et écrivaine suédoise. Elle est l'une des pionnières de la pornographie féministe.

## Biographie
Erika Hallqvist est née en 1977 d'une mère travaillant dans les assurances et d'un père évoluant dans le domaine de l'informatique. Elle est mariée à Pablo Dobner, qui est aussi son associé. 

### Formation et débuts
Erika Lust étudie les sciences politiques à l’université de Lund en Suède et se spécialise en droits humains et féminisme. Après avoir obtenu son diplôme en 2000, elle déménage à Barcelone où elle étudie l'espagnol.
Afin de se former à la production, Erika Lust doit produire un court-métrage, The Good Girl, ce qui la mène à se rendre compte de son intérêt pour les films graphiques ayant pour thème la sexualité féminine. Cette première œuvre suit les expériences sexuelles d’une jeune Espagnole traitées avec humour.
Elle travaille dans plusieurs théâtres, puis elle fonde sa propre compagnie de production, Lust Films, spécialisée dans la pornographie féministe où l'on retrouve en majorité des directrices féminines telles que Sophie Bramly, Ovidie et Jacky St. James (en). Elle travaille en tant que scénariste, réalisatrice et productrice, mais également comme écrivaine.

### Carrière
Son premier projet, un court-métrage intitulé The Good Girl (en), qu’elle dirige et écrit, est tourné en 2004, peu de temps après la fondation de sa propre entreprise Lust Films. Il a été publié sous licence Creative Commons. 
Ce court-métrage fait plus tard partie du film Five Hot Stories For Her, composé de cinq courts-métrages pornographiques, et récompensé par plusieurs prix internationaux, notamment celui du meilleur scénario au Festival international du film érotique en 2007 à Barcelone (FICEB Award), celui du meilleur film de l'année par le Feminist Porn Award de Toronto en 2008 et également récompensé aux Venus-Eroticline-Award en 2007 à Berlin. Five Hot Stories For Her reçoit les honneurs au CineKink Festival de New York en 2008. 
Erika Lust tourne le documentaire expérimental Barcelona Sex Project, récompensé au Venus Festival de Berlin et projeté au CineKink de New York et au X-Rated d’Amsterdam l'année suivante. 
En 2010, elle sort le film Life Love Lust. 
Elle réalise aussi deux autres courts-métrages, Handcuffs en 2009, qui reçoit à son tour plusieurs récompenses, et Love Me Like You Hate Me en 2010, qui inspire ensuite l'écriture du livre homonyme en collaboration avec Venus O'Hara. Ces deux créations tournent autour des thèmes du fétichisme et du BDSM. 
Son livre Good Porn est publié en 2009 par Seal Press. Good Porn se veut un guide dédié aux femmes dénouant les énigmes de l'industrie pornographique et relatant la variété de styles et d'options qui sont à portée de main. Le livre d'Erika Lust cherche à briser les stéréotypes pornographiques en permettant un discours féministe et contemporain sur la question. 
En 2013, Erika Lust annonce un nouveau projet de courts métrages pornographiques participatifs entre les abonnés du site officiel XConfessions et la productrice elle-même. Générant plus de 120 000 membres actifs en 2015, elle choisit chaque mois deux confessions rédigées par les membres pour en faire de courts films érotiques accessibles sur son site internet. 

### Pornographie féministe et éthique de travail
Erika Lust propose un univers pornographique principalement dédié aux femmes en concentrant les scénarios et les images sur le plaisir féminin. Avec une esthétique anticonformisme et un format visuel de haute qualité graphique, son cinéma adulte moderne et contemporain porte une attention particulière aux détails scénaristiques visibles tels que les lieux de tournage ou l'apparence des actrices et des acteurs. Les corps mis en scène sont diversifiés et vont parfois à l'encontre des idéaux physiques que l'on retrouve dans la pornographie conventionnelle. 
Son éthique de travail s'exprime notamment par le refus d'engager des actrices et des acteurs de moins de 23 ans. Son équipe de travail est composée d'une majorité de femmes, y compris les postes de réalisation technique et les postes chargés des rôles décisionnels et/ou artistiques, prônant ainsi le female gaze à l'inverse du point de vue masculin dominant dans la pornographie courante. 
Elle encourage le port du préservatif selon les préférences et l'aisance des performeuses et des performeurs et appuie la pratique d'une sexualité saine et sécuritaire, tel qu'il l'est mentionné à l'ouverture de ses films et de ses courts métrages. 
Son entreprise, Lust Productions, a ses bureaux à Barcelone et emploie 17 personnes en 2018.  

#### The Porn Conversation
The Porn Conversation est une plateforme conçue par Erika Lust et son mari Pablo Dobner en 2017 afin d'offrir aux parents la possibilité de parler pornographie avec leurs jeunes enfants et/ou leurs adolescents,. L'intention est d'informer les mineurs à la réalité de l'univers pornographique menant ainsi à un regard plus éclairé sur les représentations visuelles de rapports sexuels. La plateforme propose une série d'ambassadrices et d'ambassadeurs professionnels qu'il est possible de contacter au besoin.

## Filmographie

### Longs métrages
- 2007 : Five Hot Stories For Her
- 2008 : Barcelona Sex Project
- 2010 : Life Love Lust
- 2011 : Room 33
- 2011 : Cabaret Desire

### Courts métrages
- 2004 : The Good Girl (en)
- 2009 : Handcuffs
- 2010 : Love Me Like You Hate Me

#### XConfessions
La série de courts métrages XConfessions suit un concept participatif entre le public et la productrice. Erika Lust choisit chaque mois deux confessions de fantasmes rédigées par les membres de son site pour en faire de courts films érotiques accessibles sur son site internet. Les courts métrages, de la même façon que les œuvres filmiques d'Erika Lust, sont payants et peuvent être achetés individuellement ou sous forme de compilation thématique ou stylistique. Cette façon de faire s'inscrit dans la lutte et dans l'organisation pay for your porn. Ces productions sont d'abord diffusées sous forme de volumes regroupant chacun dix courts-métrages d'une vingtaine de minutes.
- 2013 : XConfessions Vol. 1 : Hold me so tight it hurts, Sit down, shut up and watch, I fucking love Ikea, Let's make a porno, Sadistic trainer, A Blowjob is always a great last-minute gift idea!, Obsessed, I pegged my boyfriend, My first time eating oysters and pussy et I ama verry badx secvretary.
- 2014 : XConfessions Vol. 2 : Do you find my feet suckable?, Hunt me, Catch me, Eat me, Before the guests arrive, The Couchsurfer, Manual del placer, Dude looks like a lady, We know you are watching, The art of spanking, Motherfucker et Meet me in the stockroom.
- 2014 : XConfessions Vol. 3
- 2015 : XConfessions Vol. 4
- 2015 : XConfessions Vol. 5
- 2016 : XConfessions Vol. 6
- 2016 : XConfessions Vol. 7
- 2016 : XConfessions Vol. 8
- 2017 : XConfessions Vol. 9
- 2017 : XConfessions Vol. 10
- 2017 : XConfessions Vol. 11
- 2017 : XConfessions Vol. 12
- 2018 : XConfessions Vol. 13
- 2018 : XConfessions Vol. 14
- 2018 : XConfessions Vol. 15
- 2018 : XConfessions Vol. 16

## Publications
- 2009 : X: a Woman's Guide to Good Porn
- 2010 : Erotic Bible to Europe
- 2010 : Love Me Like You Hate Me
- 2011 : Six Female Voices avec Antia Pagant
- 2013 : La Canción de Nora
- 2013 : Let's Make a Porno

## Distinctions
- Meilleur court-métrage pour The Good Girl (en), Festival international du film érotique, Barcelone 2005.
- Meilleur scénario pour Five Hot Stories For Her, Festival international du film érotique, Barcelone 2007.
- Meilleur film pour femmes pour Five Hot Stories For Her, Eroticline Awards, Berlin 2007.
- Meilleur film de l’année pour Five Hot Stories For Her, Feminist Porn Awards, Toronto 2008.
- Meilleur documentaire érotique pour Barcelona Sex Project, Venus Awards, Berlin 2008[11].
- Meilleur court-métrage expérimental pour Handcuffs, CineKink, New York 2010.
- Court-métrage le plus sexy pour Handcuffs, Feminist Porn Awards, Toronto 2010.
- Meilleur film de l’année pour Life Love Lust, Feminist Porn Awards, Toronto 2011.
- Meilleur film de l’année pour Cabaret Desire, Feminist Porn Awards, Toronto 2012.
- Vignette hétérosexuelle la plus chaude pour Xconfessions Vol. 2, Feminist Porn Awards, Toronto 2015.
- Meilleur site web pour Xconfessions.com (Erika Lust), Feminist Porn Awards, Toronto 2015.

### Documentaire
- (en) Hot Girls Wanted: Turned On. Épisode 1 : Les Femmes aux commandes, de Netflix (prod.) et de Jill Bauer, Ronna Gradus et Rashida Jones (réal.), 2017, 42 min [voir en ligne].